# Copa Fares Lopes 2023
La Copa Fares 2023 fue la 14.ª edición de la Copa Fares Lopes. Inicialmente, sería disputado por 10 clubes, pero el Floresta anunció su retiro de la competición, con el objetivo de centrarse solo en el Campeonato Brasileño de Serie C. El torneo comenzó el 28 de junio y finalizó el 30 de agosto.
El campeón garantizó un cupo en la Copa de Brasil 2024.

## Participantes
- Iguatu
- Icasa
- Caucaia
- Ferroviário
- Fortaleza
- Guarany de Sobral
- Pacajus
- Atlético Cearense
- Guarani de Juazeiro

## Primera fase

### Grupo A

#### Clasificación
| Pos. | Equipo              | Pts. | PJ | G | E | P | GF | GC | Dif. | Clasificación                  |
| ---- | ------------------- | ---- | -- | - | - | - | -- | -- | ---- | ------------------------------ |
| 1    | Iguatu              | 9    | 3  | 3 | 0 | 0 | 11 | 1  | +10  | Clasificado a las semifinales. |
| 2    | Pacajus             | 4    | 3  | 1 | 1 | 1 | 13 | 4  | +9   | Clasificado a las semifinales. |
| 3    | Fortaleza           | 4    | 3  | 1 | 1 | 1 | 6  | 3  | +3   |                                |
| 4    | Guarani de Juazeiro | 0    | 3  | 0 | 0 | 3 | 0  | 22 | −22  |                                |

Actualizado a los partidos jugados el 26 de julio de 2023.
 Fuente: FCF

#### Fixture
- La hora de cada encuentro corresponde al huso horario correspondiente al Estado de Ceará (UTC-3).

| Iguatu              | 6 - 0  | Guarani de Juazeiro | Morenão      | 5 de julio  | 19:00 |
| Pacajús             | 0 - 3  | Iguatu              | João Ronaldo | 10 de julio | 20:00 |
| Fortaleza           | 4 - 0  | Guarani de Juazeiro | PV           | 12 de julio | 15:00 |
| Fortaleza           | 1 - 1  | Pacajús             | PV           | 18 de julio | 15:00 |
| Iguatu              | 2 - 1  | Fortaleza           | Morenão      | 26 de julio | 16:00 |
| Guarani de Juazeiro | 0 - 12 | Pacajús             | Inaldão      | 26 de julio | 16:00 |

### Grupo B

#### Clasificación
| Pos. | Equipo            | Pts. | PJ | G | E | P | GF | GC | Dif. | Clasificación                  |
| ---- | ----------------- | ---- | -- | - | - | - | -- | -- | ---- | ------------------------------ |
| 1    | Ferroviário       | 7    | 3  | 2 | 1 | 0 | 4  | 2  | +2   | Clasificado a las semifinales. |
| 2    | Caucaia           | 4    | 3  | 1 | 1 | 1 | 4  | 2  | +2   | Clasificado a las semifinales. |
| 3    | Atlético Cearense | 4    | 3  | 1 | 1 | 1 | 4  | 4  | 0    |                                |
| 4    | Icasa             | 1    | 3  | 0 | 1 | 2 | 2  | 6  | −4   |                                |
| 5    | Guarany de Sobral | 0    | 0  | 0 | 0 | 0 | 0  | 0  | 0    |                                |

Actualizado a los partidos jugados el 26 de julio de 2023.
 Fuente: FCF

#### Fixture
- La hora de cada encuentro corresponde al huso horario correspondiente al Estado de Ceará (UTC-3).

| Caucaia           | 3 - 0 | Icasa             | Raimundão      | 28 de junio | 20:00 |
| Icasa             | -     | Guarany de Sobral | Arena Romeirão | 2 de julio  | 17:00 |
| Atlético Cearense | 1 - 1 | Icasa             | Domingão       | 5 de julio  | 15:00 |
| Ferroviário       | -     | Guarany de Sobral | PV             | 5 de julio  | 20:00 |
| Caucaia           | 0 - 0 | Ferroviário       | Raimundão      | 12 de julio | 20:00 |
| Guarany de Sobral | 0 - 3 | Atlético Cearense | Junco          | 12 de julio | 15:00 |
| Guarany de Sobral | -     | Caucaia           | Junco          | 19 de julio | 15:00 |
| Ferroviário       | 2 - 1 | Atlético Cearense | PV             | 19 de julio | 20:00 |
| Icasa             | 1 - 2 | Ferroviário       | Arena Romeirão | 26 de julio | 20:00 |
| Atlético Cearense | 2 - 1 | Caucaia           | PV             | 26 de julio | 20:00 |

## Fase final
- La hora de cada encuentro corresponde al huso horario correspondiente al Estado de Ceará (UTC-3).

### Semifinales
| Caucaia | 0 - 0 | Iguatu      | Raimundão    | 6 de agosto | 17:00 |
| Pacajus | 2 - 0 | Ferroviário | João Ronaldo | 9 de agosto | 19:00 |

| Iguatu      | 4 - 1 | Caucaia | Morenão | 10 de agosto | 19:00 |
| Ferroviário | 5 - 1 | Pacajus | PV      | 16 de agosto | 20:00 |

### Final
| Ferroviário | 1 - 0 | Iguatu | PV | 23 de agosto | 20:00 |

| Iguatu | 2 - 1 (8-7 pen.) | Ferroviário | Morenão | 30 de agosto | 19:30 |

## Campeón
| Copa Fares Lopes 2023       |
| --------------------------- |
| Iguatu Campeón (1.º título) |

## Goleadores
Actualizado el 30 de septiembre de 2023.
| Pos. | Jugador         | Equipo      | Goles |
| ---- | --------------- | ----------- | ----- |
| 1    | Alan Fabrício   | Pacajus     | 5     |
| 2    | Otacilio Marcos | Iguatu      | 3     |
|      | Pedrinho        | Iguatu      | 3     |
| 4    | Bruno Ocara     | Pacajus     | 2     |
|      | Davi            | Pacajus     | 2     |
|      | Kiuan           | Ferroviário | 2     |
|      | Roni Lobo       | Ferroviário | 2     |
|      | Bruno Silva     | Ferroviário | 2     |
|      | Iarley          | Fortaleza   | 2     |